# Natsumi Aida
Natsumi Aida (あいだ 夏波, Aida Natsumi), née le 31 juillet 1978 dans la préfecture de Kanagawa (Japon), est une mangaka japonaise.

## Biographie
Elle est une auteur de shōjo manga, et est particulièrement connue pour avoir créé en 2006 Switch Girl! (publié en France aux éditions Delcourt). Elle commence sa carrière de mangaka en 2001  à la fin de ses études universitaires après une série de petits boulots qui l'inspireront dans l'écriture de ces mangas, avec plusieurs one shot manga, dont certains sont publiés dans des magazines de prépublication tels que Margaret. Quelques années plus tard elle commence à faire des histoires plus longues. Elle est également l'auteur de plusieurs chroniques et articles journalistiques (par exemple à Davinci). 
Elle est présente à Polymanga 2017 pour présenter le manga qu'elle a écrit de 2014 à 2016 Ugly Princess,.

## Œuvres
- 2005 : Junjō Porno (Titre français : "Virgin complex" - 1 volume - terminé)
- 2006 : Kakumei Kyōshitsu - C.L.A.S.S (1 volume - terminé)
- 2006 : Switch Girl! (25 volumes -terminé)
- 2014 : Kengai Princess - Ugly Princess (7 volume - série en 7 volumes, fin le 13 juillet 2017)
- 2017: Analog Drop (2 volumes - terminé)[6]